# Благовещенская (Краснодарский край)
Благове́щенская — станица в Краснодарском крае, входит в состав муниципального образования город-курорт Анапа. Образует подчинённый администрации Анапы Благовещенский сельский округ как единственный населённый пункт в его составе.
Обиходное название — Благовещенка.

## География
Станица находится на Таманском полуострове у песчаной косы между Кизилташским и Витязевским лиманами, в полутора километрах от Чёрного моря, в 25 км северо-западнее центра Анапы (по автодороге около 40 км). Виноградники, туристический бизнес. В окрестностях идёт добыча нефти.

### Пляж
В станице Благовещенской берег пляжа песчаный, неглубокий, что позволяет даже маленьким детям находиться в безопасности. Это единственный на Черноморском побережье России пляж сложенный естественными наносами песка. Он протянулся более, чем на 40 км от Анапы до посёлка Веселовка (Янтарь) и большей частью прилегает к станице Благовещенской в виде ярко выраженной песчаной косы.

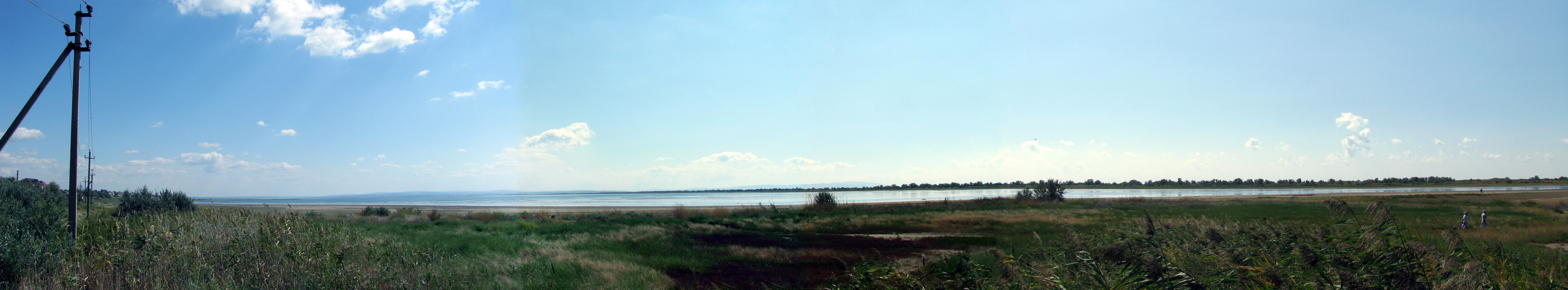
Вид на Витязевский лиман из станицы Благовещенская

.

## Население
| 2002 | 2010  | 2021  |
| ---- | ----- | ----- |
| 2430 | ↗2780 | ↗3946 |

По данным переписи 1926 года по Северо-Кавказскому краю, в населённом пункте числилось 234 хозяйства и 1149 жителей (599 мужчин и 550 женщин), из которых украинцы — 89,56 % или 1029 чел., русские — 7,49 % или 86 чел.

## История
В окрестностях Благовещенской при впадении современного Кизилташского лимана в Черное море существовала османская крепость, после российского завоевания — опорный пункт Черноморской береговой линии.
В 1515—1516 гг. была возведена крепость Кызыл-Таш («красный камень»). Она представляла собой четырехугольное здание, выстроенное из красного кирпича на берегу моря, где озеро Адахун сливается с Черным морем. По четырем углам крепости размещалось четыре маленькие башни. Две из них были с деревянным крытым верхом. Стены крепости были достаточно высоки, однако рва перед ней не было. Железные ворота были обращены на север. В Кызыл-Таше помещались казарма, мечеть, склад, арсеналы и пушки. Крепость располагалась среди песков. Со стороны северного ветра имелось небольшое укрепление.
Станица основана в 1836 году, в 1854 году упразднена (ввиду высадки на черноморском побережье англо-французского десанта в условиях Крымской войны), восстановлена в 1862 году. Входила в Таманский отдел Кубанской области.
Сведения о ст. Благовещенской за 1882 г.(в протекторате г. Темрюка)

- нахождение — Между Кизелташским и Кубанскими лиманами в 80-ти верстах от уездного города.(Екатеринодар?)

Кол-во. земли в десятинах 6520.
Число дворов 102; домов 110
Коренных жителей — муж. 226; жен. 257
Иногородних имеющих оседлость: м.9; ж.5.
Всех имеющих оседлость : м. 235; ж. 262
Не имеющих оседлость : м. 26; ж. 29
Всех вообще жителей : м. 261; ж. 291
Народность жителей : мр(малороссы ?)
Вероисповедание жителей : прв.(православие)
- Имеется в наличии:

Церковь-1шт.
Школа мужская 1шт.
Хлебный магазин 1шт.
Ветряных мукомольных мельниц 2шт.
Питейное заведение 1шт.
— "Сборник сведений о Кавказе" Том 8. Списки  населенных мест Кубанской области.
Тифлис.1885. зап.№ 4509

Решением КИК от 21 июля 1965 года Благовещенский сельсовет Анапского района Краснодарского края, который составлял станицу Благовещенскую, был передан в подчинение Анапскому горсовету. В 1990-е годы сельсовет был преобразован в Благовещенский сельский округ, который продолжил быть подчинённым администрации города Анапы.

## Галерея

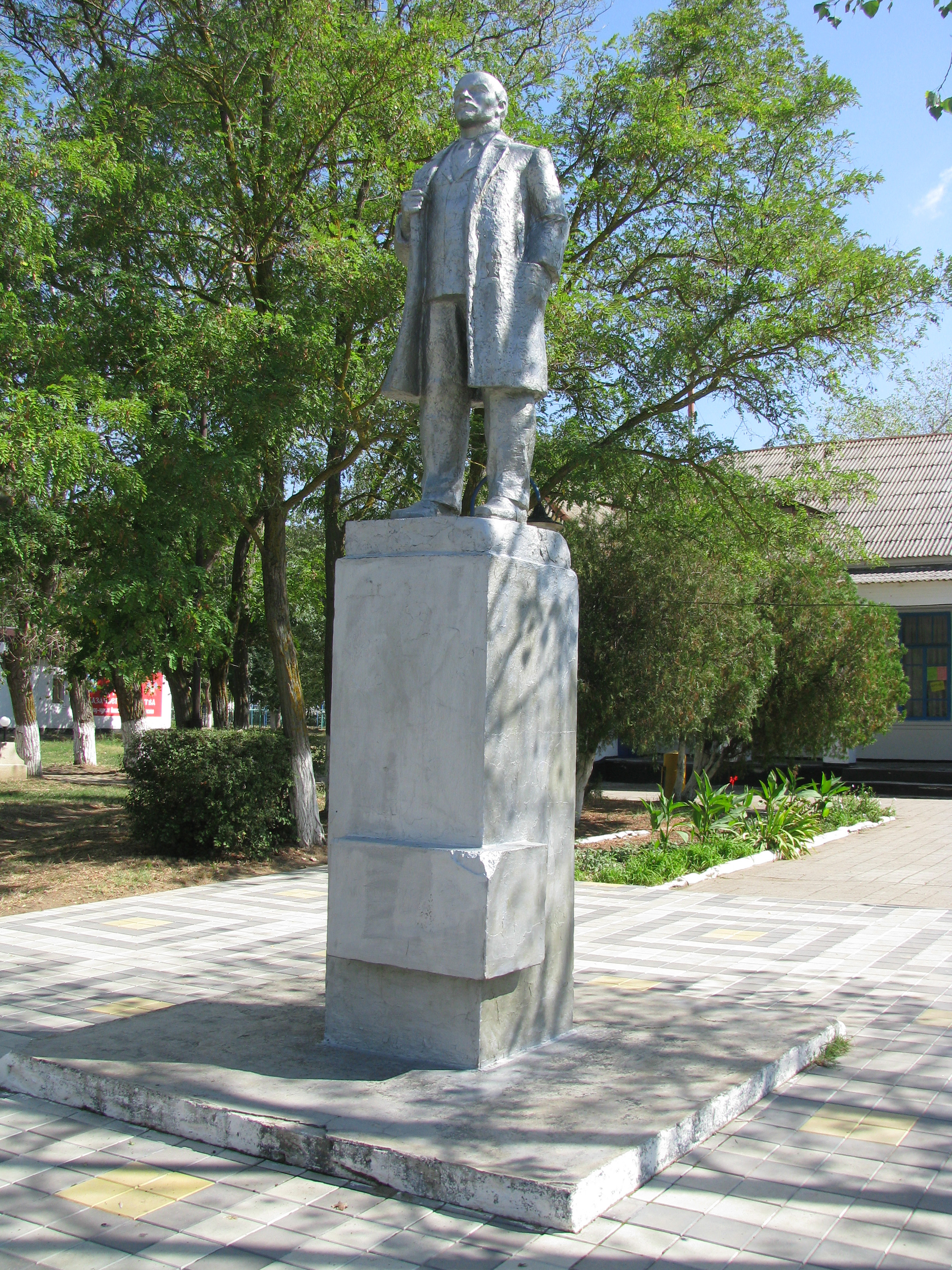
Памятник В. И. Ленину
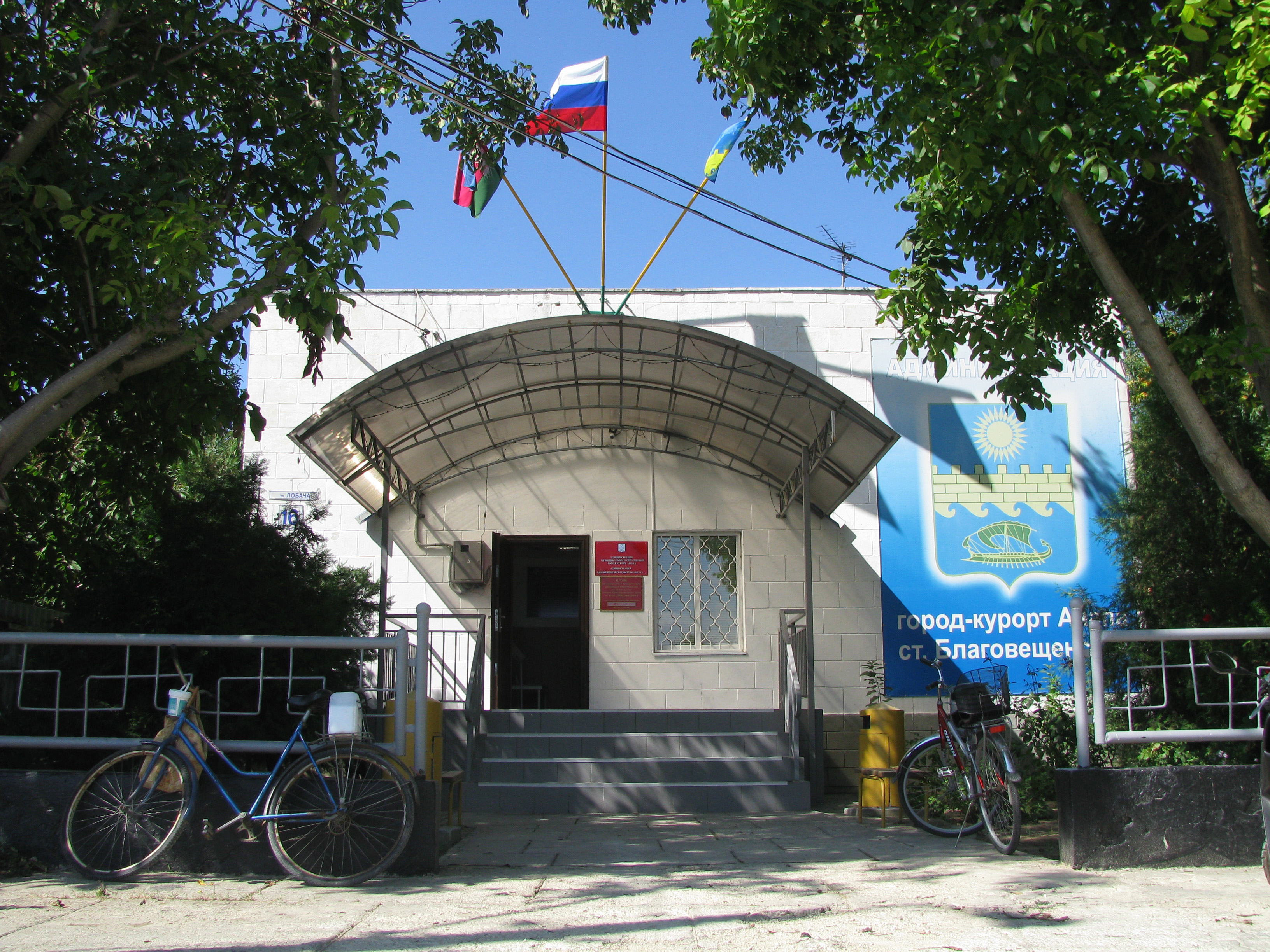
Администрация станицы
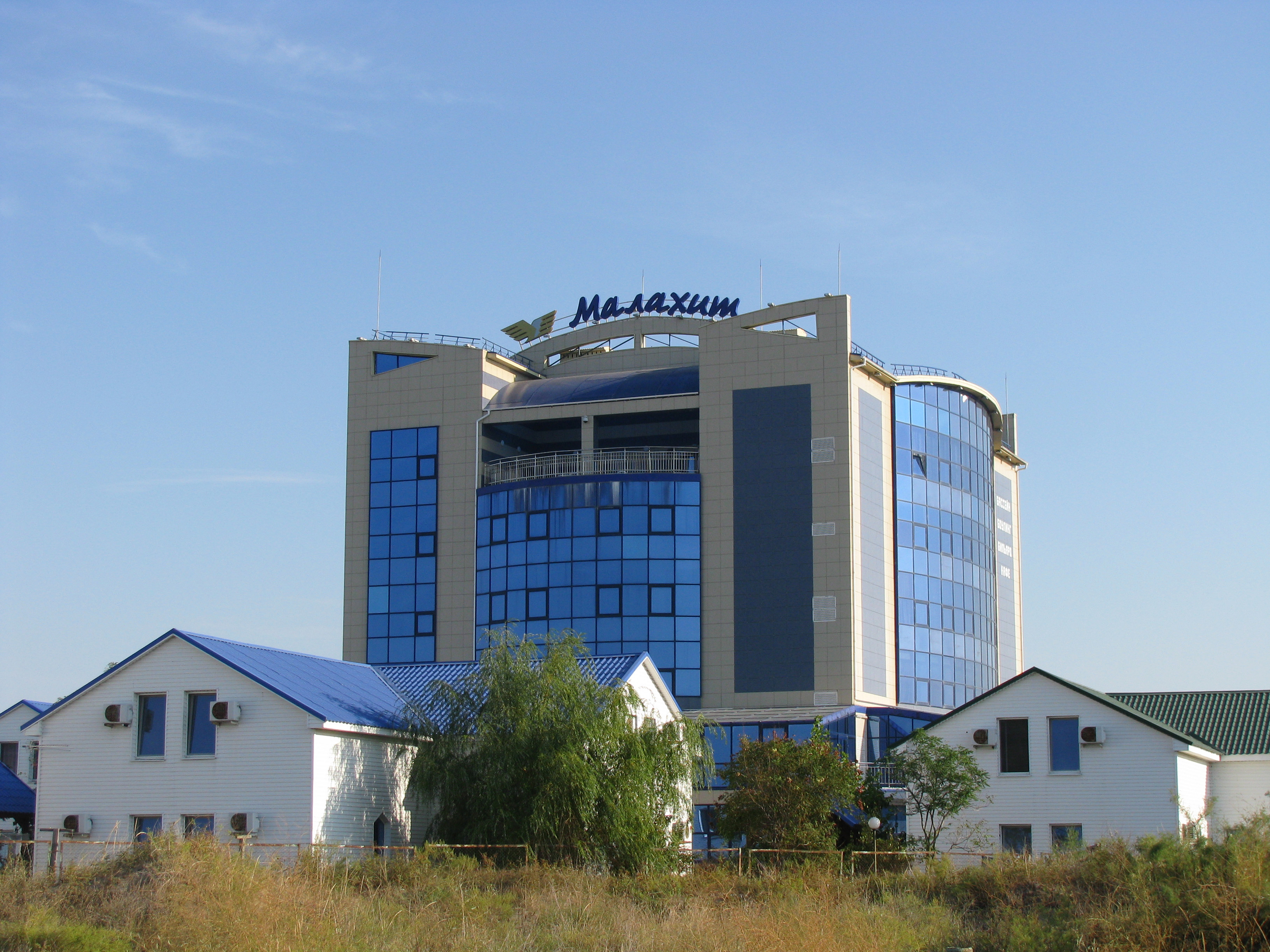
Здание развлекательного центра на базе отдыха «Малахит»
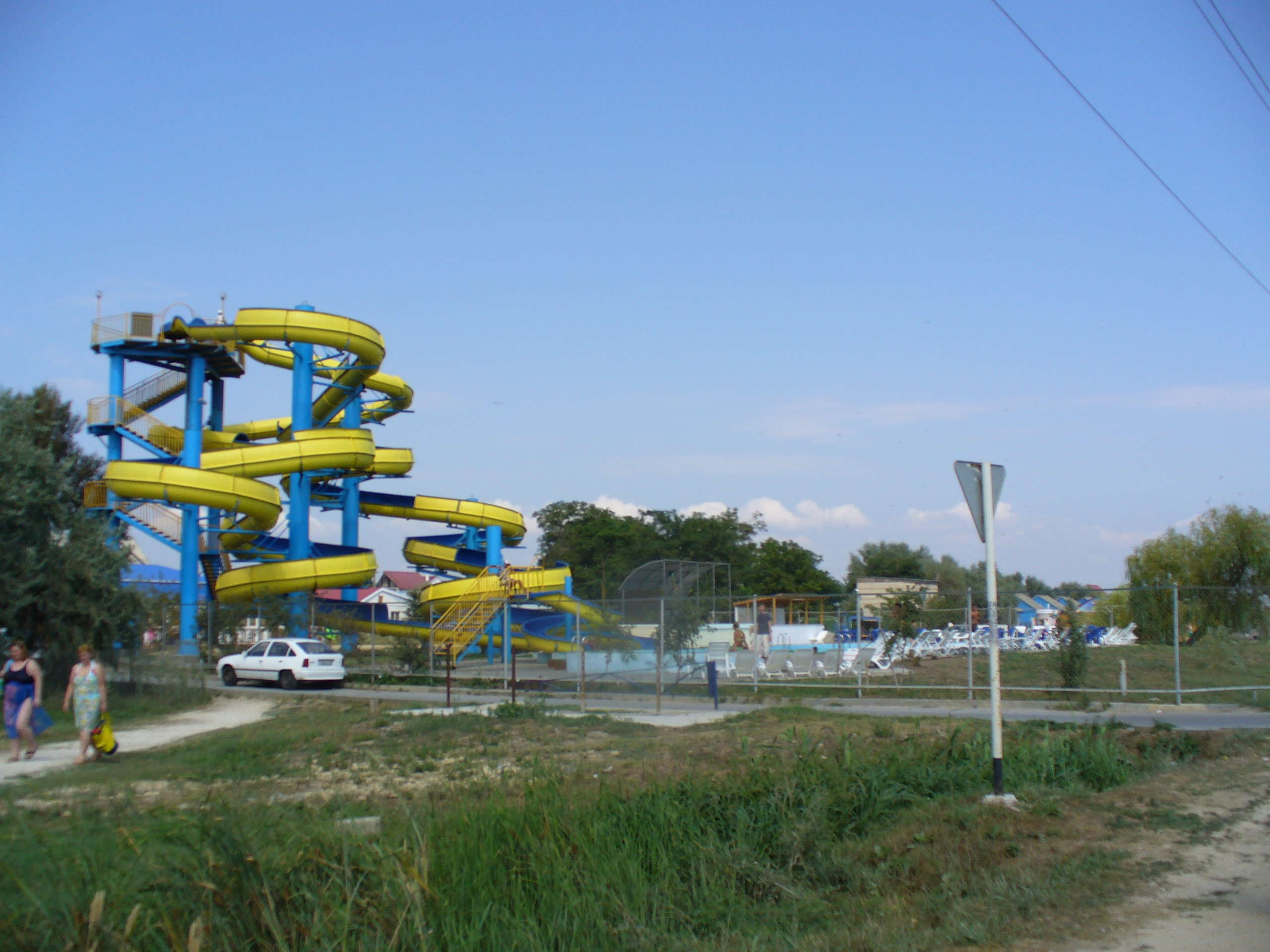
Аквапарк в станице
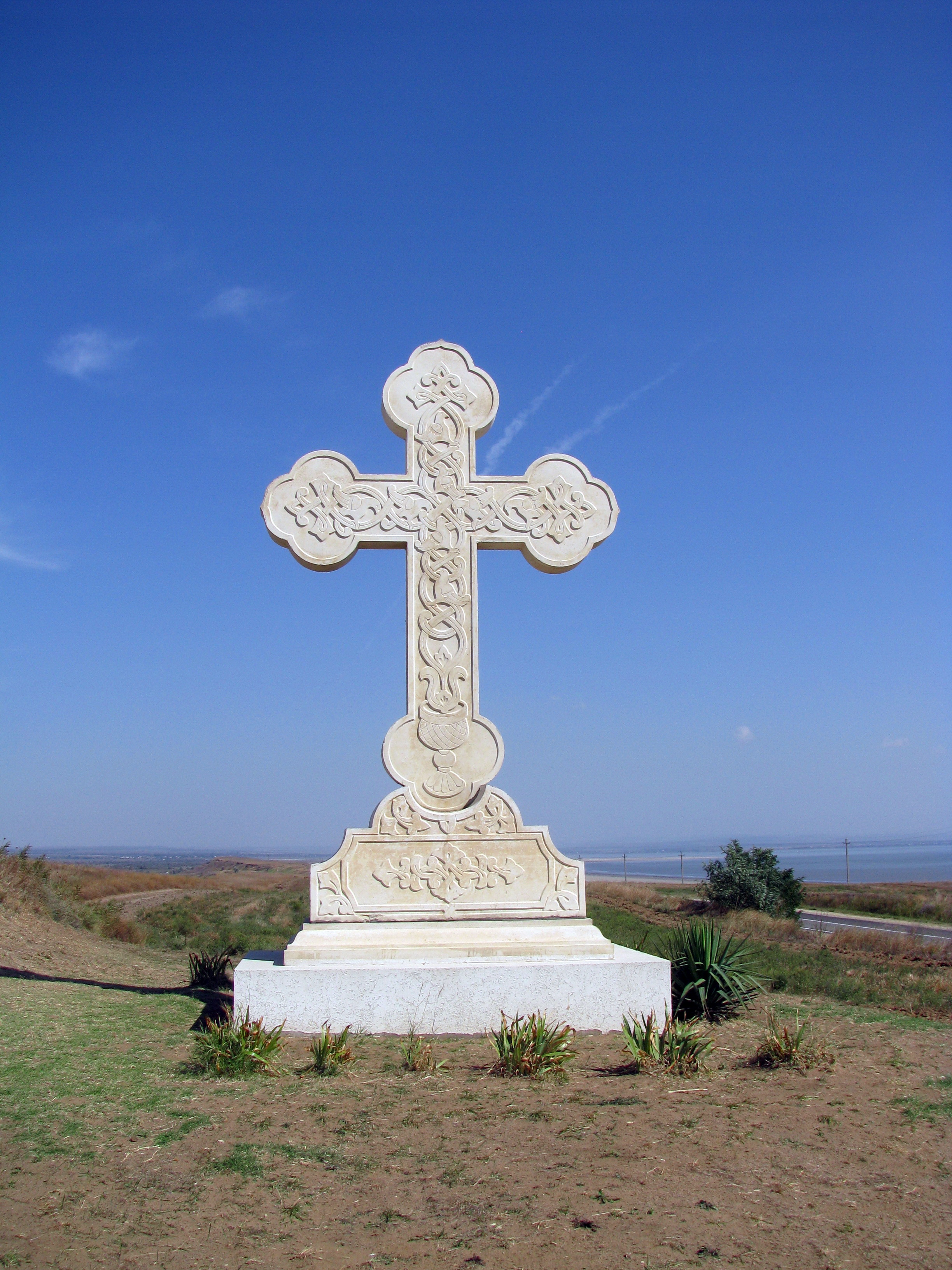
Крест на въезде в Благовещенскую